# 230 Midi 3501 à 3526
Les Ten wheel numéros 3501 à 3526 sont des locomotives à vapeur de la Compagnie des chemins de fer du Midi. Elles étaient des machines à trois essieux moteurs couplés de disposition d'essieux 230.

## Genèse
Disposant des 230 Midi 1301 à 1370 compound pour assurer le service mixte, la Compagnie recherche pourtant une série de locomotives plus performantes. Le service Matériel et Traction de la Compagnie, dirigé alors par M. Herdner, s'intéresse aux travaux de M Robert Garbe et plus particulièrement la série des P8. Après des essais concluants en Prusse la Compagnie se décide pour la construction d'une série de machines plus performantes et plus économiques que les locomotives utilisées jusqu'alors.
Les locomotives furent construites en 3 lots :
- les 3501 à 3506 construites en 1910 par la société Schwartzkopff
- les 3507 à 3516 construites en 1912 par la société Fives-Lille
- les 3517 à 3526 construites en 1914 par la même société

Une commande complémentaire de 10 locomotives ne sera jamais passée du fait de la Première Guerre mondiale.

## Description
Ces Ten Wheel disposaient d'un moteur à deux cylindres à simple expansion et la distribution était du type « Walschaerts ». Le foyer était un foyer de type « Crampton » à ciel plat. Elles disposaient d'un surchauffeur de type « Schmidt » à 21 éléments. L'échappement était de type fixe pour les 6 premières unités et à valves pour les autres. Le bogie avait un déplacement latéral de + ou - ?? mm et était du type « Est » à longerons intérieurs.

## Utilisation et Services
Dès leur sortie ces locomotives furent affectées aux dépôts de : Bordeaux, Béziers et Toulouse. Ayant bonne réputation auprès des équipes de conduite, hormis le fait qu'elles étaient voraces en combustible, elles firent montre de très bonnes qualités se payant même le luxe de remorquer l'express pour Paris et passant par la ligne des Causses. 
Au sortir de la Première Guerre mondiale la Compagnie des chemins de fer du Midi échangea avec la Compagnie du chemin de fer de Paris à Orléans des Mogul contre 20 P8 qui seront immatriculées 3701 à 3720.
Descendantes de ces locomotives, les 3501 à 3526 se montrent moins économiques mais plus puissantes.
En 1927 l'électrification de la ligne des Landes priva les machines de Bordeaux des courses vers le sud. En 1928 l'électrification de la ligne Toulouse - Foix réduisit encore le champ d'activité, mais ce furent celles de Toulouse qui en firent les frais. L'affectation de Béziers disparut aussi dans cette période. Toujours dans cette période elles firent l'objet de quelques améliorations tels :
- élévation du timbre à 13 kg/cm2
- pose en 1931 d'un échappement de type « Kylchap 1K/1C»
- modification de la surchauffe par augmentation à 24 tubes
- application d'une pompe à air bi-compound

Au 1er janvier 1934 et à la suite de la fusion de la Compagnie du chemin de fer de Paris à Orléans avec la Compagnie des chemins de fer du Midi la série fut réimmatriculée : 230-501 à 230-526 du PO-Midi. 
À la formation de la SNCF au 1er janvier 1938, la série fut réimmatriculée : 4-230 E 501 à 526. Les locomotives de Toulouse se virent dès lors mutées au dépôt d'Agen pour libérer de la place pour les locomotives électriques.
Au sortir de la Seconde Guerre mondiale les machines reprennent le service des P8 qui ont été mutées vers la région Est. Cependant elles commencent à assurer de moins nobles services. En 1950 toute la série est regroupée au dépôt de Bordeaux et à partir de 1952 elles commencèrent à être sur le déclin.
La série s'éteignit en 1956.

## Tenders
Les tenders qui leur furent accouplés ont toujours été les mêmes: il s'agissait des tenders à 3 essieux du type 16 D 921 à 947 contenant 16 m3 d'eau et 5,3 tonnes de charbon.

## Caractéristiques
- Pression de la chaudière : 12 kg/cm2 puis 13 kg/cm2
- Diamètre des cylindres : 590 mm
- Course des pistons : 640 mm
- Diamètre des roues du bogie : 860 mm
- Diamètre des roues motrices : 1 750 mm
- Masse à vide : 69,8 t
- Masse en ordre de marche : 76,3 t pour les 3501 à 3506 et 77,35 t pour les 3507 à 3526
- Masse adhérente : 54 t
- Longueur hors tout : 12,135 m
- Masse du tender en ordre de marche : 36,9 t
- Masse totale : 113,2 t pour les 3501 à 3506 et 114,25 t pour les 3507 à 3526
- Longueur totale : 18,49 m
- Vitesse maximale en service : 100 km/h
- Puissance indiquée : 1600 ch